# Chiesa di Santa Maria della Cima
Santa Maria della Cima (in latino Ecclesia Archipresbyteralis S. Mariae de Monte, vulgo dicta della Cima) è una chiesa cattolica di Genzano di Roma, in città metropolitana di Roma Capitale e sede suburbicaria di Albano. È chiamata "Duomo vecchio" dai genzanesi. Per molti secoli, fino alla costruzione della Collegiata (o Chiesa nuova), è stata la chiesa più importante di Genzano. Perdette la parrocchialità, trasportata nella Collegiata, nel 1820. Ad oggi ricade proprio sotto la giurisdizione della Collegiata della Santissima Trinità, ma l'amministrazione religiosa è in mano a prelati diversi. 

## Storia

### L'antica chiesa parrocchiale

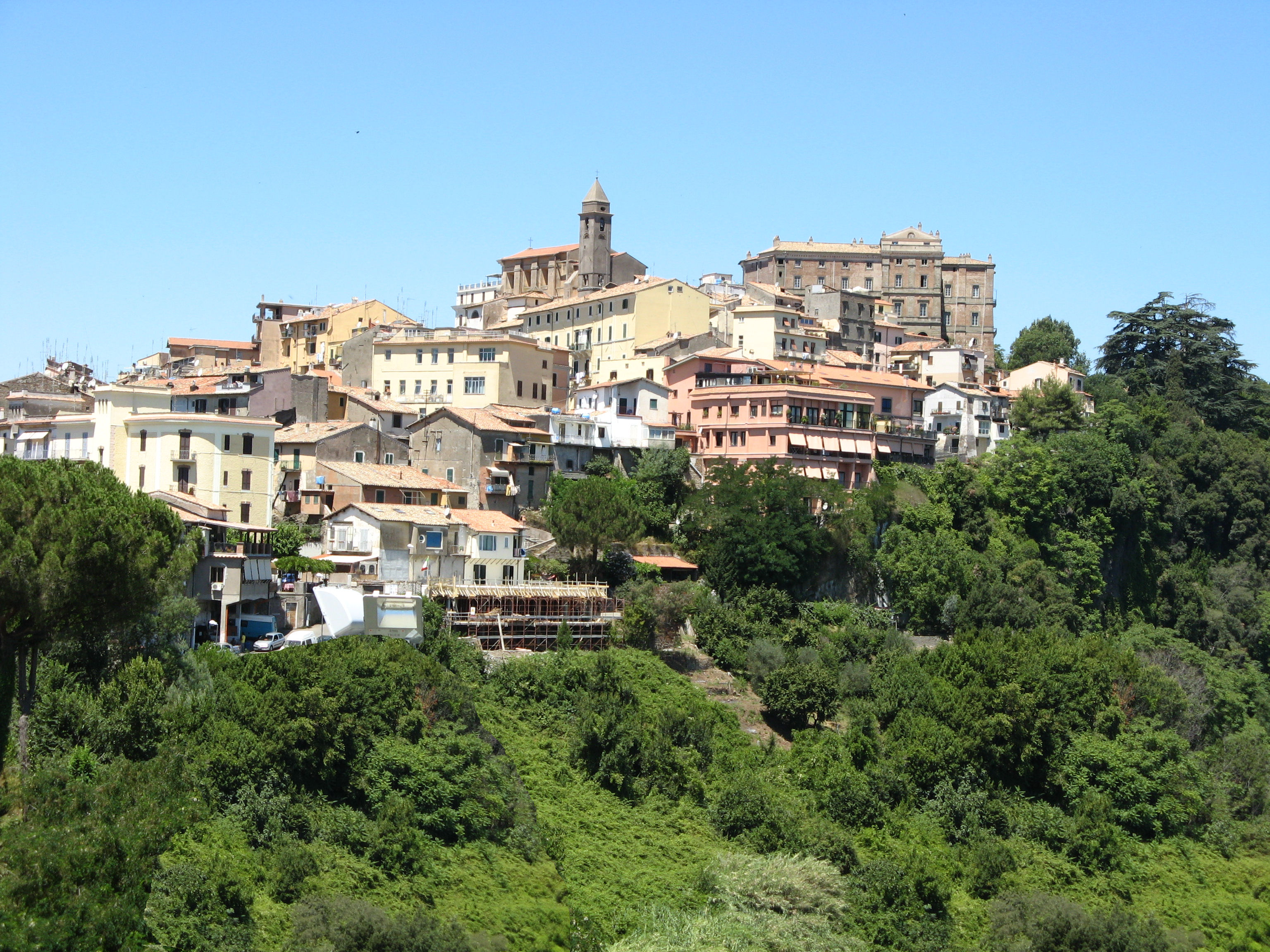
Panorama di Genzano vecchio con Chiesa di S. Maria della Cima (a sinistra) e Palazzo Cesarini (a destra).
Di Santa Maria della Cima si vedono la parte posteriore, il campanile e i contrafforti esterni.

La chiesa attuale è nata nel XVII secolo dal rifacimento dell'antica chiesa parrocchiale di Genzano Vecchio, edificata probabilmente attorno al XIV secolo dai Cisterciensi dell'Abbazia di Sant'Anastasio alle Acque Salvie proprietaria di Genzano. Genzano Vecchio, l'antico nucleo urbano di Genzano, era nato come castello fortificato a picco sul lago di Nemi e ai primi del XVII secolo aveva l'aspetto di un borgo medievale sviluppato, tutto all'interno delle cinte del castello, attorno all'antica chiesa dedicata alla Beata Vergine. Secondo Nicola Ratti, autore di una Storia di Genzano con documenti e note (1797), l'antica chiesa era molto più piccola dell'attuale, sebbene provvista di due navate e quattro altari.

### La ricostruzione (1636-1650)
Nella prima metà del XVII secolo l'edificio era fatiscente e di dimensioni insufficienti per la popolazione di Genzano dell'epoca. Nel 1636 venne pertanto chiusa al culto dal cardinale Borgia, vescovo di Albano, perché si provvedesse al rifacimento. I lavori di ricostruzione vennero affidati all'allora giovane architetto Giovanni Antonio De Rossi (1616-1695) e probabilmente a Francesco Peparelli (1585-1641); iniziati nel 1636 vennero terminati nel 1650, per una spesa totale di 1587 scudi attraverso il fondo dell'Ospedale di Santa Maria della Consolazione.

### Impianto urbanistico
I lavori di sistemazione della chiesa costituirono l'occasione per la trasformazione urbanistica di Genzano da borgo a paese. Infatti, nel 1643, durante i lavori di ristrutturazione del "Duomo vecchio", venne intrapresi i lavori di ampliamento del Palazzo Baronale Sforza-Cesarini, di sistemazione del convento dei Cappuccini e di tracciamento delle olmate, gli stradoni ombreggiati da quattro filari di olmi che collegavano i suddetti edifici. Il progetto prevedeva che la nuova chiesa fosse all'esterno delle mura con la facciata orientata verso il versante a valle, dove doveva avvenire l'espansione del paese ("Genzano nuova"). Successivamente, nel 1677, terminati i lavori di ristrutturazione di Santa Maria della Cima, la chiesa venne valorizzata anche dal punto di vista prospettico unendola, attraverso una nuova strada (via Livia, attuale via Italo Belardi), alla Chiesa di san Sebastiano, un edificio non più esistente, essendo stato distrutto nel 1916 in seguito ad una discutibile decisione dell'amministrazione comunale dell'epoca.

### Il restauro (1981)
La chiesa ricevette più volte degli interventi di restauro, anche perché venne bombardata durante la II guerra mondiale e subì gravi danni per una serie di scosse telluriche verificatesi nel 1981. In occasione dei restauri eseguiti nel 1981 furono rimessi in luce dei reperti archeologici di epoca imperiale.

## Architettura

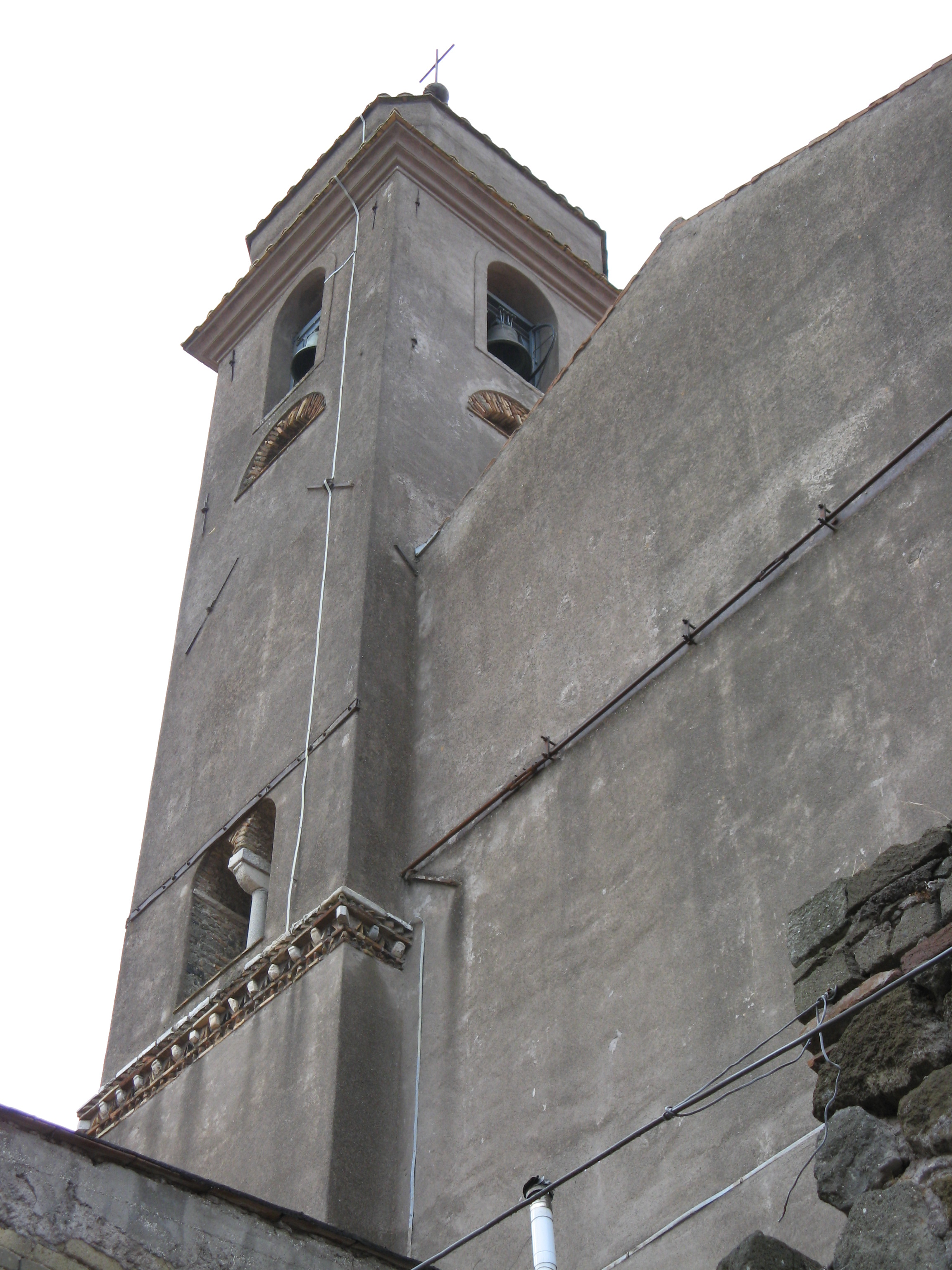
Santa Maria della Cima, Campanile: visibili gli elementi romanici

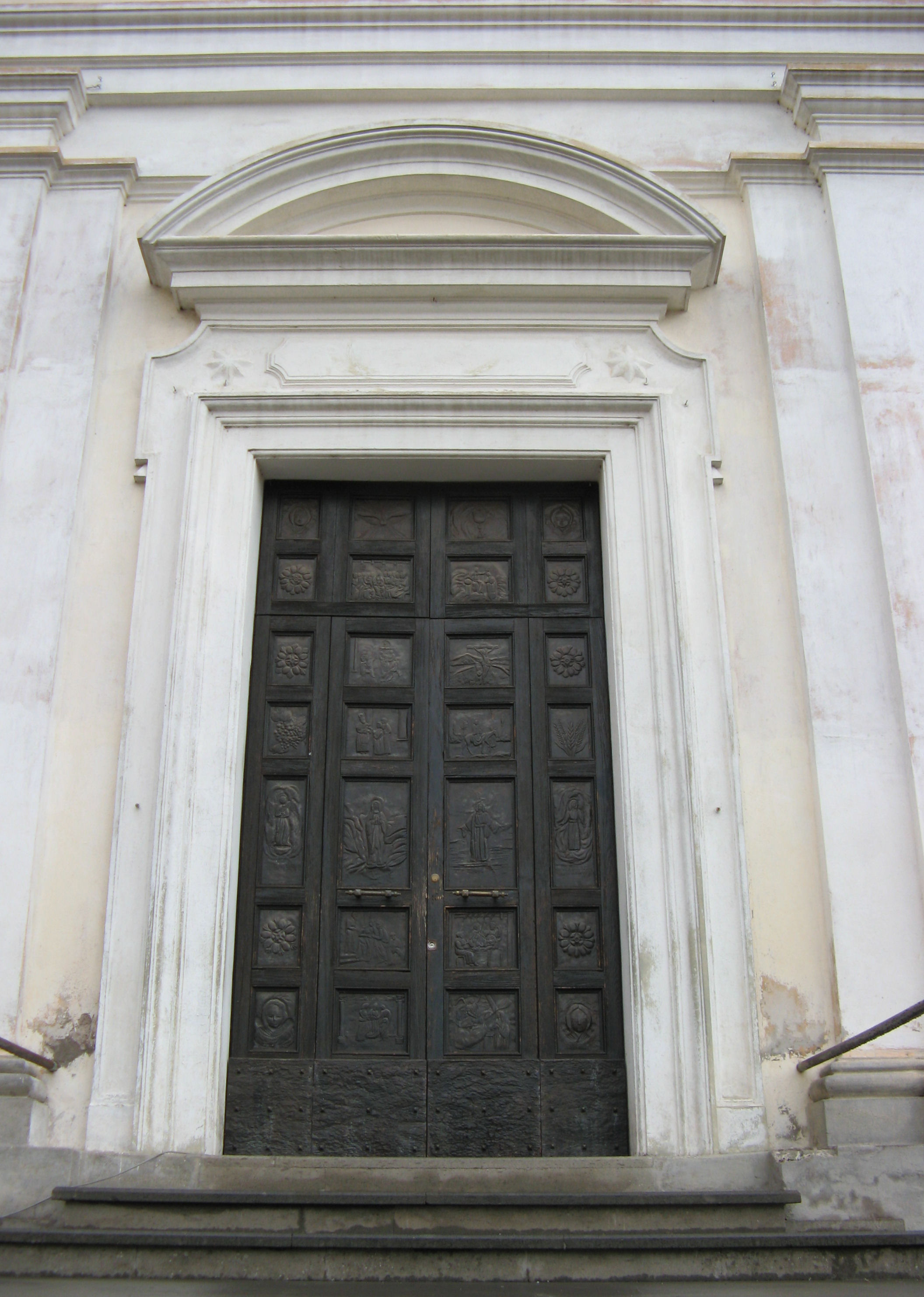
Santa Maria della Cima, Portone

Secondo la sintetica descrizione di Mario dell'Arco, architetto oltre che poeta,
(Mario dell'Arco, Storia di Genzano, di Nicola Ratti, trascritta e ampliata da Mario Dell'Arco, Marino, Stamperia Santa Lucia, 1976, p. 32.)

### Esterno
La facciata a due ordini di dorico barocco, presenta una grande trabeazione nel mezzo. Il portale è a timpano arcuato. Nella parte superiore della facciata, un finestrone rettangolare è incorniciato in alto decorazioni in stucco raffiguranti testine d'angelo e festoni, mentre delle volute laterali concludono nella trabeazione su cui si sviluppa il timpano.
Durante i lavori di restauro del 1981, diretti dall'architetto Bernardo Meli, vennero messi in evidenza i componenti dell'epoca romanica, soprattutto durante il restauro del campanile, attraverso la messa in luce della colonna, con spicconatura delle monofore sul campanile

### Interno
Vi è un'unica navata su cui s'aprono tre altari e due cappelle per ciascun lato. Le cappelle sono di ordine ionico. Lesene e paraste sono raccordati da una trabeazione composita da cui partono le volte e un arco che dà sull'area dell'altare maggiore. Trabeazioni e lesene di colore bianco.
La prima cappellina di destra è dedicata al Santo rosario; sulla parete un quadro della fine del XVIII secolo raffigurante la Madonna con Bambino e San Filippo Neri. Nella prima cappellina di sinistra, un grande Crocifisso con ai piedi due frati minori. Il secondo altare alla destra della navata è dedicato a San Giuseppe, mentre nella seconda cappellina di sinistra, decorata dai pittori genzanesi Virginio Monti ed Eugenio Cisterna nel 1885-86, è presente una Madonna su tela ovale tardo settecentesca. Sopra l'altare maggiore campeggia la tela del grande pittore Francesco Cozza raffigurante la Madonna col Bambino in gloria con gli Apostoli Pietro e Paolo. Al di sopra un timpano ricurvo spezzato reca al centro una edicola in stucco con raggiera con colomba dello Spirito Santo. Un'altra tela pregevole, sebbene in pessimo stato di conservazione, è un ovale raffigurante San Vincenzo Ferreri, santo rappresentato anche in un altro pregevole quadro conservato nella Sagrestia della Collegiata.
Nella chiesa sono seppellite le Sante Tigri e Vincenza, provenienti dalle Catacombe dei Santi Marcellino e Pietro, trasportate nella chiesa parrocchiale il 1º luglio 1669 dalla duchessa Livia Cesarini e proclamate protettrici di Genzano assieme a San Tommaso di Villanova.